# OH 231.8+4.2
| OH 231.8+4.2                                            | OH 231.8+4.2            |
| ------------------------------------------------------- | ----------------------- |
| Aufnahme des Hubble-Weltraumteleskops                   |                         |
| Aufnahme des Hubble-Weltraumteleskops                   |                         |
| Beobachtungsdaten Äquinoktium: J2000.0, Epoche: J2000.0 |                         |
| Sternbild                                               | Puppis                  |
| Rektaszension                                           | 07h 42m 17s             |
| Deklination                                             | −14° 42′ 52″            |
| Physikalische Daten                                     |                         |
| Zugehörigkeit                                           | Milchstraße             |
| Entfernung                                              | ca. 1,3 kpc ca. 4,2 kLj |
| Bezeichnungen und Katalogeinträge                       |                         |
| IRAS 07399−1435                                         |                         |

OH 231.8+4.2 (im Englischen auch Calabash Nebula oder Rotten Egg Nebula) ist ein protoplanetarischer Nebel im Sternbild Achterdeck des Schiffs am Südsternhimmel. Er ist schätzungsweise 5000 Lichtjahre von der Sonne entfernt und hat eine maximale Ausdehnung von etwa 1,4 Lj.